# Gyulay Károly
Gyulay Károly (névváltozataː Gyulai; Magyarlápos, 1934. december 30. –) magyar színművész.

## Életpályája
1934-ben született az erdélyi Magyarláposon. 1954–1956 között Rózsahegyi Kálmán színiiskolájában tanult, majd egy évadot a kaposvári Csiky Gergely Színházban töltött. 1958–1963 között a debreceni Csokonai Színház tagja volt. 1963–1967 között a Színház- és Filmművészeti Főiskola hallgatója volt. 1967–1978 között a Nemzeti Színház, 1978–1984 között a Népszínház színésze volt. 1984-ben nyugdíjba vonult.

## Főbb színházi szerepei
- Matusek (Déry Tibor: Bécs, 1934)
- Bartolo ( Beaumarchais: Figaro házassága)
- Rodrigo (Calderón: Huncut kísértet)
- Jakin (Bulgakov: Iván, a rettentő)

## Főbb filmes és televíziós szerepei
- Indul a bakterház (1980)
- Egy óra múlva itt vagyok (1975)
- Csínom Palkó (1973)
- Bors (1969–1972)
- Kéktiszta szerelem (1970)
- Ismeri a szandi-mandit? (1969)
- Az ember tragédiája (1969)
- Hazai pálya (1968)
- Fiúk a térről (1968)
- Tanulmány a nőkről (1967)